# Pasil
Pasil ist eine philippinische Stadtgemeinde in der Provinz Kalinga. Sie hat 9644 Einwohner (Zensus 1. August 2015).

## Baranggays
Pasil ist politisch in 14 Baranggays unterteilt.
- Ableg
- Balatoc
- Balinciagao Norte
- Cagaluan
- Colayo
- Dalupa
- Dangtalan
- Galdang (Casaloan)
- Guina-ang (Pob.)
- Magsilay
- Malucsad
- Pugong
- Balenciagao Sur
- Bagtayan